# Bandlangoer
De bandlangoer (Presbytis femoralis)  is een zoogdier uit de familie van de apen van de Oude Wereld (Cercopithecidae). De wetenschappelijke naam van de soort werd voor het eerst geldig gepubliceerd door Martin in 1838.

## Voorkomen
De soort komt voor in het zuiden van het Maleisisch schiereiland, in zowel Maleisië als Singapore.